# Edward Hull (géologue)
Pour les articles homonymes, voir Edward Hull.
Edward Hull, né le 21 mai 1829 à Antrim et mort en 1917, est un géologue irlandais.

## Biographie
Edward Hull est né le 21 mai 1829 à Antrim. Fils aîné du révérend John Dawson Hull (c.1801-1886), il fréquente des écoles à Edgeworthstown, co. Longford, et Lucan, co. Dublin. En avril 1846 il entre au Trinity College de Dublin.
Il voyage en 1883 avec Herbert Kitchener en Palestine et relève la carte de la vallée de l'Akaba.Il publie avec Kirtchener Mount Seir, Sinai and Western Palestine en 1889.